# Charencey
Charencey település Franciaországban, Côte-d’Or megyében. Lakosainak száma 37 fő (2022. január 1.). Charencey Verrey-sous-Salmaise, Champrenault, Turcey és Villy-en-Auxois községekkel határos.

## Népesség
A település népességének változása:
| Lakosok száma | 61   | 35   | 28   | 30   | 28   | 27   | 33   | 37   | 38   | 37   |
|               | 1968 | 1982 | 1990 | 2006 | 2013 | 2015 | 2017 | 2019 | 2020 | 2022 |